# Kommissar Marthaler
Kommissar Marthaler ist eine Fernsehreihe des ZDF und Verfilmungen der Bücher von Matthias Altenburg, die er unter dem Pseudonym Jan Seghers verfasst hat. Die Kriminalfilme spielen in Frankfurt am Main und wurden von 2012 bis 2017 gesendet.

## Handlung
Kriminalhauptkommissar Robert Marthaler (Matthias Koeberlin) leitet eine Ermittlergruppe bei der Frankfurter Kriminalpolizei. Er ist ein Idealist und überzeugter Polizist, der allerdings auch zu Wutausbrüchen neigt. Sein Team, das fest zu ihm steht und ihn bedingungslos unterstützt, besteht aus Manfred Petersen (Tim Seyfi), Kai Döring (Jürgen Tonkel), dem Kriminaltechniker Carlo Sabato (Claudio Caiolo). Eine weibliche Kollegin, die auch zu ihrem Team gehört, wechselt im Laufe der Fälle. So ermittelte im ersten Fall die Forensikerin Kerstin Henschel (Bernadette Heerwagen). Sie wurde in den nächsten drei Folgen von der kriminalistisch sehr kompetenten Kirsten Höpfner (Julia Jentsch) abgelöst, der dann Sarah Jonas (Alice Dwyer) folgte. Dem Team übergeordnet ist Polizeioberrat Hans Herrmann (Peter Lerchbaumer), diesem muss Marthaler im Zuge eines Falles eine Unregelmäßigkeit nachweisen, die den Polizeichef bis zu einem Mord treibt. Bei der Aussichtslosigkeit seiner Lage provoziert er einen Suicide by cop, sodass sein Posten mit Polizeioberrätin Charlotte von Wangenheim (Liane Forestieri) besetzt wird.
Marthalers Privatleben leidet unter seinem Beruf und als er vergisst, seine Freundin Tereza (Ellenie Salvo González) vom Flughafen abzuholen, fördert dies seine Beziehung zu ihr nicht sonderlich. Dennoch steht sie zu ihm und nach einigem Auf und Ab wollen die beiden heiraten. Bei einem Überfall wird die inzwischen schwangere Tereza schwer verletzt und sie erleidet eine Fehlgeburt. Um das zu verarbeiten und die Unzuverlässigkeit von Robert nicht weiter ertragen zu müssen, verlässt sie ihn und geht zurück nach Prag.

## Besetzung
| Rollenname                                 | Schauspieler           | Folge |
| ------------------------------------------ | ---------------------- | ----- |
| Robert Marthaler, Kriminalhauptkommissar   | Matthias Koeberlin     | 1–5   |
| Manfred Petersen                           | Tim Seyfi              | 1–5   |
| Kai Döring                                 | Jürgen Tonkel          | 1–5   |
| Carlo Sabato, Kriminaltechniker            | Claudio Caiolo         | 1–5   |
| Kerstin Henschel, Forensikerin             | Bernadette Heerwagen   | 1     |
| Kirsten Höpfner                            | Julia Jentsch          | 2–4   |
| Sarah Jonas                                | Alice Dwyer            | 5     |
| Dr. Thea Hollmann, Gerichtsmedizinerin     | Mirjam Weichselbraun   | 1–5   |
| Hans Herrmann, Polizeioberrat              | Peter Lerchbaumer      | 1–4   |
| Elvira, Sekretärin                         | Anke Sevenich          | 1–5   |
| Tereza Prohaska                            | Ellenie Salvo González | 1–5   |
| Charlotte von Wangenheim, Polizeioberrätin | Liane Forestieri       | 5     |

## Hintergrund
Die Verfilmungen der Kriminalromane von Jan Seghers erfolgten anfangs nicht in der Reihenfolge, wie sie vom Autor geschrieben wurden. So wurde der Film Kommissar Marthaler – Ein allzu schönes Mädchen, der auf dem ersten Roman Seghers basiert, erst als dritter Film produziert. Um sich der zeitlichen Reihenfolge anzupassen, wurden deshalb einige Handlungszüge geändert.

## Episoden
| Nr. | Originaltitel               | Erstausstrahlung | Regie             | Drehbuch                                                | Zuschauer |
| --- | --------------------------- | ---------------- | ----------------- | ------------------------------------------------------- | --------- |
| 1   | Die Braut im Schnee         | 27. Feb. 2012    | Lancelot von Naso | Lancelot von Naso, Kai-Uwe Hasenheit, Christian Görlitz | 6,07 Mio. |
| 2   | Partitur des Todes          | 10. Jan. 2014    | Lancelot von Naso | Lancelot von Naso, Kai-Uwe Hasenheit                    | 6,12 Mio. |
| 3   | Ein allzu schönes Mädchen   | 1. Mai 2015      | Lancelot von Naso | Lancelot von Naso, Kai-Uwe Hasenheit                    | 3,91 Mio. |
| 4   | Engel des Todes             | 18. Sep. 2015    | Lancelot von Naso | Lancelot von Naso, Kai-Uwe Hasenheit                    | 6,05 Mio. |
| 5   | Die Sterntaler-Verschwörung | 17. März 2017    | Züli Aladağ       | Lancelot von Naso, Kai-Uwe Hasenheit                    | 5,52 Mio. |